# Madurai (Distrikt)
Der Distrikt Madurai (Tamil: மதுரை மாவட்டம்; früher Madura) ist ein Distrikt des indischen Bundesstaates Tamil Nadu. Verwaltungszentrum ist das namensgebende Madurai, die drittgrößte Stadt Tamil Nadus, die auf eine über zweitausendjährige Geschichte zurückblicken kann. Der Distrikt hatte bei der Volkszählung 2011 eine Fläche von 3.710 Quadratkilometern und rund drei Millionen Einwohner.

## Geografie

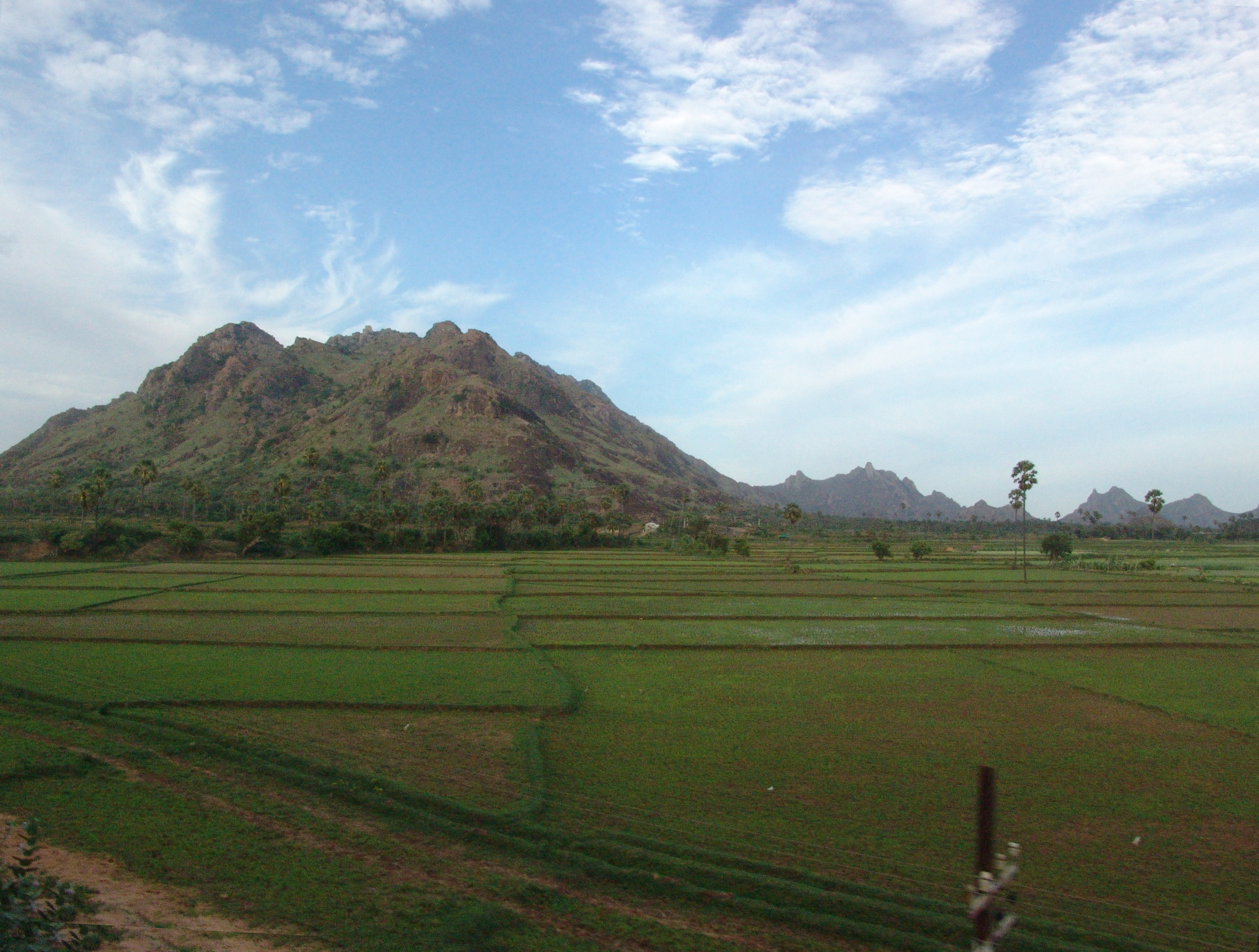
Landschaft im Distrikt Madurai

Der Distrikt Madurai liegt im südlichen Binnenland Tamil Nadus. Nachbardistrikte sind Sivaganga im Osten, Virudhunagar im Süden, Theni im Westen, Dindigul im Norden sowie Tiruchirappalli im Nordosten.
Die Fläche des Distrikts Madurai beträgt 3.710 Quadratkilometer. Die Landschaft im Distriktgebiet wird von Ebenen und isolierten Bergen geprägt. Der größte Fluss des Distriktes ist der durch Madurai fließende Vaigai.
Im Distrikt Madurai herrscht ein wechselfeuchtes Tropenklima vor. Die Jahresmitteltemperatur in Madurai beträgt 28,8 °C, das Jahresmittel des Niederschlages liegt bei 840 mm. Die meisten Niederschläge fallen während des Nordostmonsuns im Oktober und November. Auch während des Südwestmonsuns im August und September kommt es zu Regenfällen.

## Geschichte

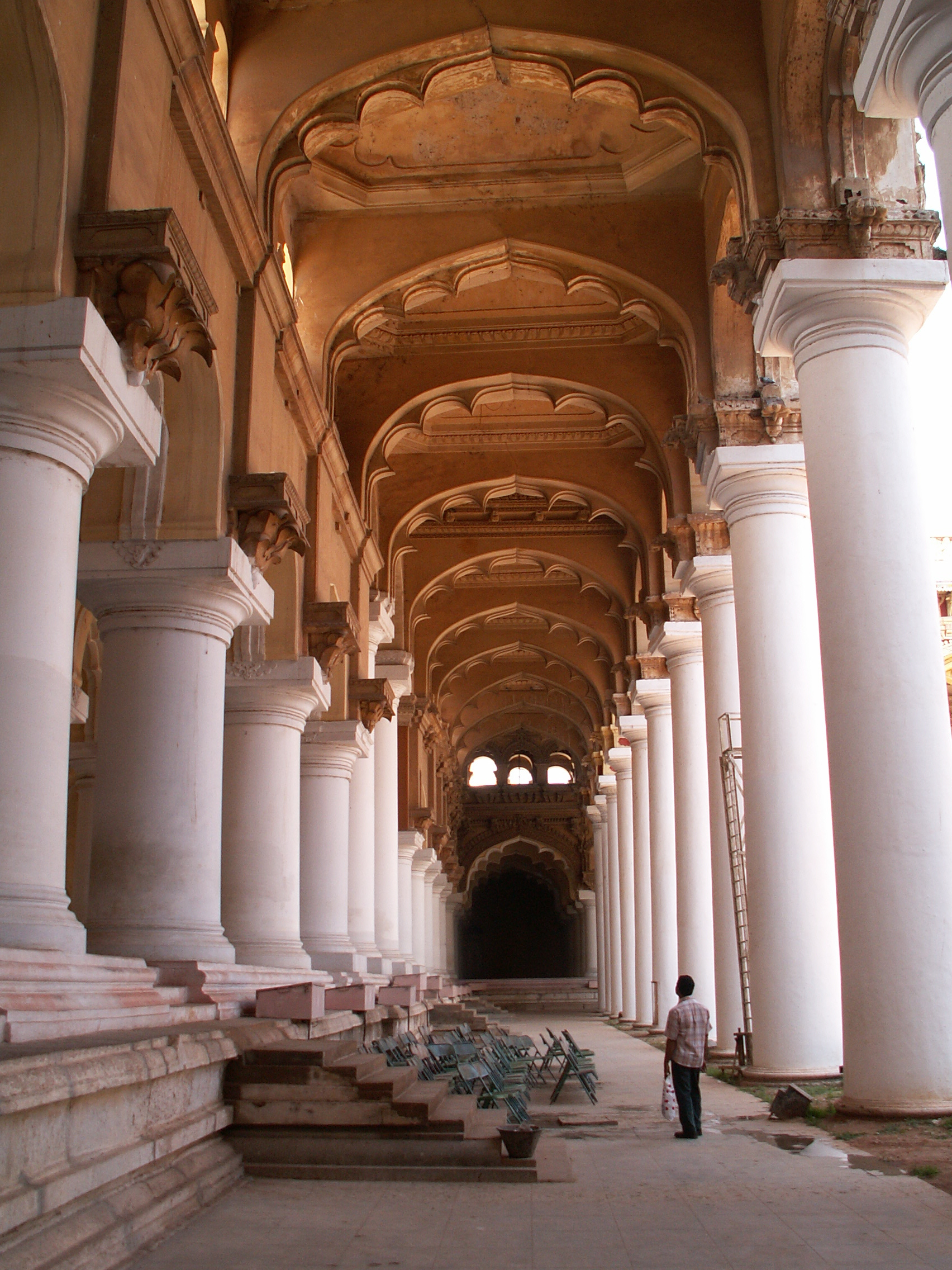
Der Tirumalai-Nayak-Palast war Residenz der Nayaks von Madurai

Das heutige Distriktgebiet ist das Kernland der historischen Pandya-Dynastie, welche in den ersten vorchristlichen Jahrhunderten von Madurai aus eines der ersten frühen Reiche Südindiens beherrschte. Das Eindringen der Kalabhra im 4. Jahrhundert n. Chr. beendete die Vormacht der Pandya, die von nun an nur mehr Vasallen anderer Herrscher waren. Ende des 12. Jahrhunderts gelang es den Pandyas wieder, ihre Vormachtstellung wiederzuerlangen. 1310 befehligte Malik Kafur, ein General Ala ud-Din Khaljis, einen Feldzug des Sultanats von Delhi nach Südindien, eroberte Madurai und begründete das Sultanat Madurai. Die islamische Herrschaft über das Gebiet blieb aber kurzlebig: 1372 wurde das Sultanat vernichtend vom Hindu-Königreich Vijayanagar geschlagen, welches sich in der Folge zum mächtigsten Reich Südindiens aufschwang.
Die Vijayanagar-Herrscher setzen in den verschiedenen Teilen ihres Reiches Militärstatthalter (Nayaks) ein, die sich nach dem Fall des Vijayanagar-Reichs im Jahr 1565 selbstständig machten. Die Nayaks von Madurai herrschten von Madurai und später von Tiruchirappalli (Trichinopoly) aus über die südlichen Teile des heutigen Tamil Nadu. Nach dem Tod des größten Nayak-Herrschers Tirumalai Nayak (1623–1659) destabilisierte sich die Herrschaft der Nayaks von Madurai zusehends, ehe es 1736 endgültig unterging. Im Laufe des 18. Jahrhunderts wurde Madurai von den Nawabs von Arcot und den Marathen beherrscht, ehe es schließlich unter britischen Einfluss kam. 1801 kam das Gebiet von Madurai endgültig unter die Herrschaft der Britischen Ostindien-Kompanie.
Die Briten gliederten das Gebiet als Distrikt Madura in die Provinz Madras ein. Der Distrikt umfasste ursprünglich ein weitaus größeres Gebiet von über 22.000 Quadratkilometern, das von den Westghats an der Grenze zu Kerala bis zur Küste des Golfs von Bengalen reichte. Nach der indischen Unabhängigkeit kam er im Zuge des States Reorganisation Act 1956 an den Bundesstaat Madras, der nunmehr die tamilischsprachigen Gebiete umfasste und 1969 in Tamil Nadu umbenannt wurde. Das Gebiet des Distriktes Madurai verkleinerte sich sukzessive durch die Gründung neuer Distrikte: Schon 1910 war aus den südlichen Teilen des Distrikts Madurai und Teilen des Distrikts Tirunelveli der Distrikt Ramanathapuram (Ramnad) gebildet worden. Zu diesem gehörte bis 1985 auch das Gebiet der heutigen Distrikte Sivaganga und Virudhunagar. Ebenfalls im Jahr 1985 spaltete sich der Distrikt Dindigul vom Distrikt Madurai ab. Schließlich wurde 1996 das verbliebene Gebiet des Distrikts Madurai in die Distrikte Madurai und Theni geteilt.

## Bevölkerung

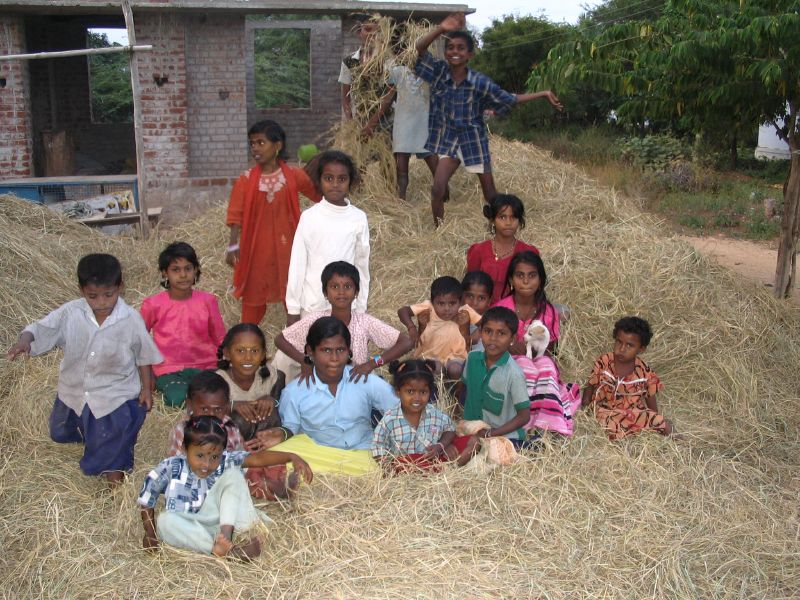
Kinder in einem Dalit-Dorf nahe Madurai

Bei der indischen Volkszählung 2011 hatte der Distrikt Madurai 3.038.252 Einwohner. Die Bevölkerungsdichte lag mit 819 Einwohnern pro Quadratkilometer deutlich über dem Durchschnitt Tamil Nadus (555 Einwohner pro Quadratkilometer). 61 Prozent der Einwohner des Distrikts lebten in Städten. Auch der Urbanisierungsgrad war damit überdurchschnittlich (der Mittelwert Tamil Nadus betrug 48 Prozent). 14 Prozent der Einwohner des Distrikts waren Angehörige registrierter niederer Kasten (Scheduled Castes). Die Alphabetisierungsquote lag mit 84 Prozent über dem Durchschnitt Tamil Nadus (80 Prozent).
Unter den Einwohnern des Distrikts Madurai stellten die Hindus nach der Volkszählung 2011 mit 91 Prozent die große Mehrheit. Daneben gab es kleinere Minderheiten von Muslimen (6 Prozent) und Christen (3 Prozent). Die Hauptsprache ist wie in ganz Tamil Nadu das Tamil. Bei der Volkszählung 2001 wurde es von 94 Prozent der Einwohner des Distrikts als Muttersprache gesprochen. Daneben gab es Minderheiten von Sprechern des Saurashtri (2,5 Prozent) und Telugu (2 Prozent).

## Sehenswürdigkeiten

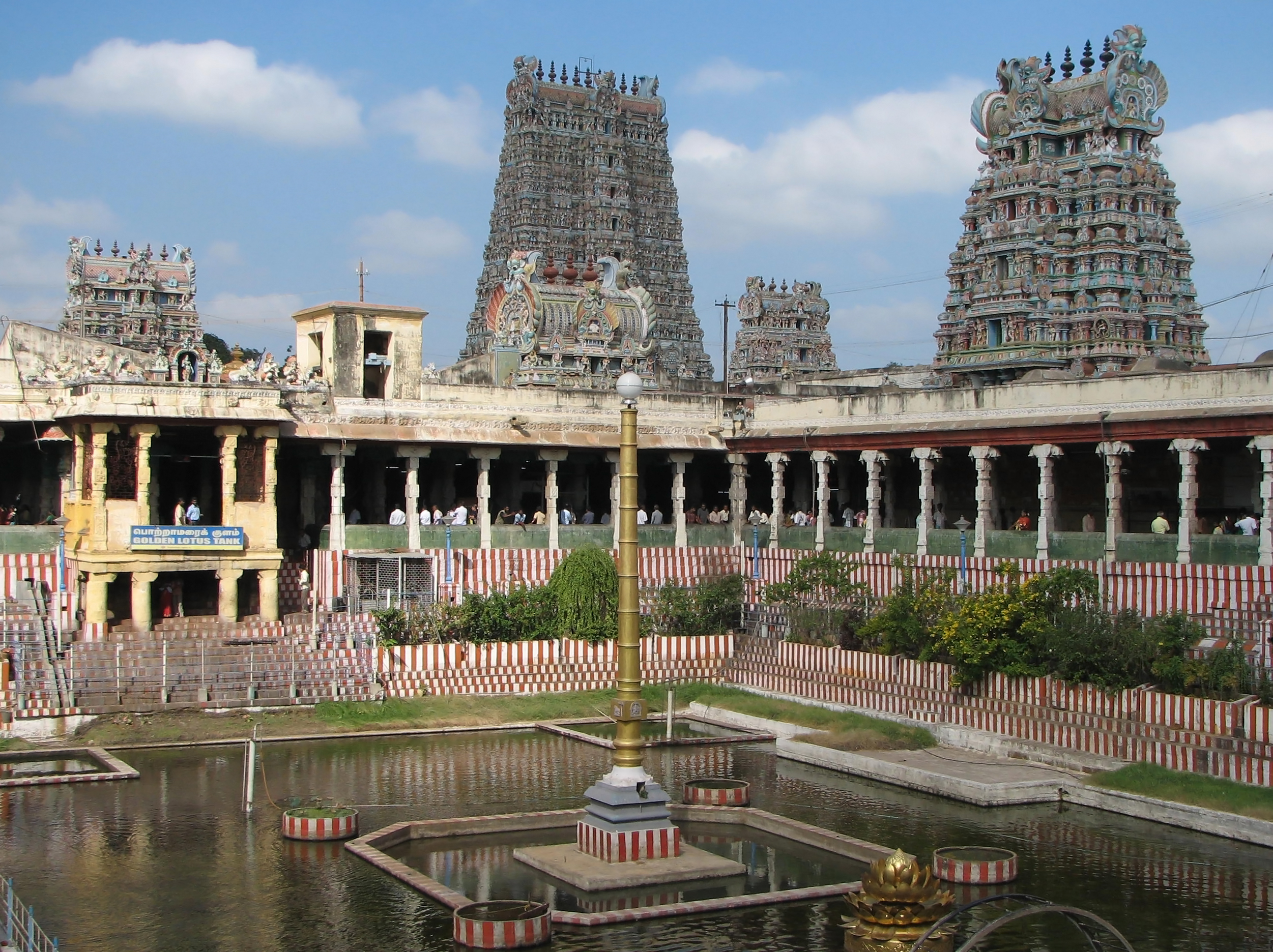
Der Minakshi-Tempel in Madurai

Madurai gehört zu den kulturell und historisch bedeutsamsten Städten Südindiens. Hauptsehenswürdigkeit der Stadt ist der im Mittelpunkt der Altstadt gelegene Minakshi-Tempel, eines der herausragendsten Beispiele für die dravidische Tempelarchitektur, dessen weithin sichtbare Gopurams (Tortürme) die Skyline der Stadt beherrschen. Die ältesten Teile des Minakshi-Tempels stammen aus der Pandya-Zeit des 12.–13. Jahrhunderts, seine heutige Gestalt erhielt der Tempel aber im Wesentlichen während der Nayak-Herrschaft im 16.–17. Jahrhundert. Im Durchschnitt besuchen den Tempel täglich rund 20.000 Menschen.
Weitere Sehenswürdigkeiten in der Stadt Madurai sind der im 17. Jahrhundert von dem gleichnamigen Nayak-Herrscher erbaute Tirumalai-Nayak-Palast und der Mariamman-Teppakulam-Tempelteich. Nur acht Kilometer südlich von Madurai liegt Tirupparankundram, eine von sechs Wallfahrtsstätten (Arupadaividu) des Hindu-Gottes Murugan. Der Gott Vishnu wird in Alagar Kovil 21 Kilometer nordöstlich von Madurai verehrt.

## Verwaltungsgliederung

### Taluks
Im Jahr 2022 war der Distrikt Madurai in elf Taluks (Subdistrikte) gegliedert: Kallikudi, Melur, Madurai East, Madurai North, Madurai South, Madurai West, Peraiyur, Thirumangalam, Thirupparankundram, Usilampatti und Vadipatti.

### Städte und Zensusstädte
Im Distrikt Madurai gab es bei der Volkszählung eine Großstadt (Municipal Corporation), sechs Städte mit eigener Stadtverwaltung (Municipalities), zwölf nach dem Panchayat-System verwaltete Kleinstädte (Town Panchayats) und 20 Zensusstädte (Census towns). Angegeben ist die Einwohnerzahl nach der Volkszählung 2011.
Municipal Corporation
- Madurai (1.017.865)

Municipalities
- Anaiyur (63.917)
- Avaniapuram (89.635)
- Melur (40.017)
- Thirumangalam (51.194)
- Tirupparankundram (48.810)
- Usilampatti (35.219)

Town Panchayats
- A. Vellalapatti (8.325)
- Alanganallur (12.331)
- Elumalai (15.746)
- Harveypatti (9.016)
- Palamedu (10.493)
- Paravai (20.042)
- Peraiyur (10.394)
- Sholavandan (22.578)
- T. Kallupatti (10.762)
- Thirunagar (16.598)
- Vadipatti (26.830)
- Vilangudi (30.884)

Zensusstädte
- Arumbanur (6.148)
- Chinna Anuppanadi (26.158)
- Iravadanallur (7.423)
- Kannadendal (31.095)
- Karadipatti (7.289)
- Melamadai (43.797)
- Nagamalaipudukottai (15.769)
- Nagavakulam (23.284)
- Narasingam (5.971)
- Nilaiyur (14.684)
- Othakadai (15.152)
- Sakkimangalam (10.854)
- Samanatham (4.477)
- Samayanallur (9.227)
- Silaiman (6.436)
- Thanakkankulam (14.328)
- Thiruppalai (19.305)
- Vandiyur (28.646)
- Vilacheri (7.787)
- Viraganur (7.121)

## Wirtschaft
Die Landwirtschaft spielt weiterhin eine bedeutende Rolle. Bei der Volkszählung 2011 arbeiteten von den 1.354.632 als arbeitend registrierten Personen 81.352 als Bauern (6,0 %, cultivators) und 287.731 als Landarbeiter (21,2 %, agricultural labourers). Im Jahr 2016–17 wurden 89.250 ha für den Ackerbau genutzt. Die Hauptprodukte waren (mit Anbaufläche): Erdnüsse (18.900 ha), Mais (11.864 ha), Reis (10.407 ha), Baumwolle (8.964 ha), Sorghumhirse (cholam, 8.855 ha), Mangos (6.353 ha), u. a. m. Daneben gibt es auch eine Vielzahl von größtenteils kleineren Gewerbe- und Industriebetrieben, schwerpunktmäßig aus der nahrungsmittelverarbeitenden Industrie, der Bekleidungsindustrie, der Papierherstellung und dem Druckereigewerbe sowie der metallverarbeitenden Industrie.